# Friedensjournalismus
Der Begriff Friedensjournalismus wurde im deutschsprachigen Raum erstmals nachweisbar von Alfred Hermann Fried, einem Vertreter des Pazifismus, 1901 in der Publikation Unter der Weißen Fahne – Aus der Mappe eines Friedensjournalisten verwendet. Heute steht der Begriff international für den Ansatz des norwegischen Friedensforschers Johan Galtung, der kontrastierend auch von „Kriegsjournalismus“ spricht. Galtung versteht unter Friedensjournalismus eine kritische Berichterstattung aus Kriegsgebieten, die nicht die Sichtweise des Militärs übernimmt und sich für den Frieden einsetzt. Dieser Begriff stammt nicht aus dem Journalismus i. e. S. und ist keine Analogie zu Begriffen wie Wissenschaftsjournalismus oder Kulturjournalismus.

## Der Ansatz
Die Theorie des Friedensjournalismus stammt aus der Friedens- und Konfliktforschung, wurde also von Sozialwissenschaftlern erarbeitet. Galtung vergleicht (unkritische) Kriegsberichterstattung mit der Sportberichterstattung: Es gibt mindestens zwei Parteien, und es geht um Sieg oder Niederlage. Der Krieg wird als unvermeidlich dargestellt und nicht hinterfragt. Die Sprache des Militärs wird übernommen. Allgemein werde Krieg in den Medien wesentlich stärker thematisiert als Friedensinitiativen.
Der so genannte Friedensjournalismus soll die Hintergründe des Konflikts verdeutlichen und mögliche friedliche Lösungen aufzeigen bzw. auf diese aktiv hinarbeiten. Es werden nicht nur die Truppen gezeigt, sondern vor allem die Opfer. Den Medien und den Journalisten wird die Rolle eines Vermittlers zwischen den Konfliktparteien zugewiesen. Die Berichterstattung soll eine deeskalierende Funktion haben.
Während Johan Galtung und Jake Lynch den Friedensjournalismus als eine Form des Meinungsjournalismus propagieren, sehen andere Autoren wie Wilhelm Kempf und Dov Shinar darin ein Forschungsprogramm, das die sozial-psychologischen, mediensoziologischen und institutionellen Bedingungen untersucht, wie der Anheizung von Konflikten durch die Medien entgegengewirkt und im Sinne von konstruktivem Journalismus einer konstruktiven Konfliktlösung eine Chance gegeben werden kann.

## Forderungen an Medien und Journalisten
Johan Galtungs Konzept des Friedensjournalismus basiert im Kern auf vier Forderungen an Medien und Kriegsberichterstatter:
- Friedensjournalismus untersucht die Entstehung des Konflikts und stellt Lösungsansätze dar.
- Alle Seiten kommen ausgewogen zu Wort; es gibt keine Einteilung in „gut“ und „böse“. Die Lügen aller Beteiligten werden aufgedeckt.
- Aggressoren/Angreifer werden benannt; es wird über die Opfer auf allen Seiten gleichermaßen berichtet.
- Die Konfliktberichterstattung muss schon früh einsetzen und versuchen, zwischen den Parteien zu vermitteln.

## Kritik
Medien und Journalisten stehen dem Ansatz des Friedensjournalismus oft skeptisch bis ablehnend gegenüber. Die Theorie wurde in den Fachmedien auch nicht breit diskutiert, obwohl seit dem Golfkrieg 1991 die Kriegsberichterstattung zumindest in Europa immer wieder in Medien und Büchern thematisiert wurde. Das Hauptargument gegen den so genannten Friedensjournalismus ist Galtungs auch innerhalb des Friedensjournalismus umstrittene Forderung, dass Journalisten eine aktive Rolle im Konfliktfall übernehmen sollen, was eine Aufgabe des objektiven Standpunktes bedeutet. Sie übernähmen damit Aufgaben von Politikern und Diplomaten. Friedensjournalismus sei eine Form des anwaltschaftlichen Journalismus.
Ein weiteres, oft genanntes Argument ist, dass unabhängige und kritische Berichterstattung aus Krisengebieten und im Kriegsfall bereits die meisten Forderungen des Friedensjournalismus erfüllt, ohne dass die Journalisten dafür die Position des Beobachters und reinen Informationsvermittlers aufgeben müssten. So sagte ZDF-Chefredakteur Nikolaus Brender: „Guter Journalismus hat immer den Frieden im Sinn.“

## Friedensmedien
„Friedensmedien“, die sich dem Ansatz des Friedensjournalismus verpflichtet fühlen und der Friedensbewegung nahestehen, sind z. B.
- Betrifft Frieden – Stimmen zur Zeit. Vierteljährliche Zeitschrift des Österreichischen Friedensrates
- Blue Sky Radio, ein Hirondelle-Projekt im Kosovo;
- Fondation Hirondelle, eine Schweizer Stiftung mit unabhängigen Radiosendern in Krisengebieten;[1]
- Friedens Forum, eine monatliche Zeitschrift vom deutschen Netzwerk Friedenskooperative[2]
- Friedensjournal, eine vierteljährliche Zeitschrift vom Bundesausschuss Friedensratschlag[3]
- Friedensnews.at, ein österreichisches Onlinemagazin für Friedensjournalismus;[4]
- International Alert, eine britische NGO mit Projekten im Bereich der Konfliktbewältigung;[5]
- Internews, eine international aktive NGO, die Medien zur Konfliktlösung einsetzt;[6]
- Letspeace.it, ein Onlinemagazin mit dem Fokus auf Friedensprojekten im Nahen Osten;
- Many Peaces Magazine for Conflict Transformation Across Cultures[7]
- Search for Common Ground, eine US-amerikanische NGO mit Radioredaktionen in Krisengebieten;[8]
- Zeitung gegen den Krieg. Prinzeitung, die auch als PDF online verfügbar ist.[9]

## Zitate
- „Medien dürfen keine Kriege führen. Sie dürfen höchstens darüber berichten.“ (Siegfried Weischenberg, Vorsitzender des Deutschen Journalistenverbandes)
- „Die Idee des Friedensjournalismus ist weltfremd und nicht erstrebenswert. Man kann auch als Reporter nicht den Hunger der Welt bekämpfen, indem man sich zum Nahrungsjournalisten erklärt.“ (Peter Limbourg, Chefredakteur von N24)